# Dwight Eli
Dwight Eli (Rotterdam, 11 november 1982) is een Nederlands-Surinaams voetballer die als verdediger speelt.
Eli maakte onder coach Frank Rijkaard op 28 april 2002 in de uitwedstrijd tegen PSV zijn debuut in de Eredivisie. Ook op 5 mei van dat jaar speelde hij in de thuiswedstrijd tegen FC Groningen. Een seizoen later speelde hij 22 wedstrijden in de Eerste divisie. Eli vervolgde zijn loopbaan bij de amateurs van SC Feyenoord. Na tien jaar stapte hij over naar TOGB.